# Rodolfo Bernardelli
José María Oscar Rodolfo Bernardelli, más conocido como Rodolfo Bernardelli, (Guadalajara, 18 de diciembre de 1851 - Río de Janeiro, 7 de abril de 1931) fue un escultor y profesor brasileño. 
A pesar de haber nacido en México, se formó, creó y mostró su obra en Brasil, donde se naturalizó en 1874.
En compañía de su familia (su hermano Henrique Bernardelli y Felix Bernardelli, fueron también artistas), dejó su país natal en 1866, pasando por Chile, para terminar fijando su domicilio, primero en Rio Grande do Sul y más tarde en Río de Janeiro.
Pasó nueve años en Europa, estudiando en Roma. De regreso a Brasil, pasó a trabajar como profesor de escultura estatuaria en la Academia Imperial de Bellas Artes y como director de la recién creada Escuela Nacional de Bellas Artes, cargo en el que permaneció durante 25 años. A él se debe la construcción del edificio actual de la escuela.
Fue uno de los grandes escultores brasileños, que dejó una extensa producción, entre obras tumulares, monumentos conmemorativos y bustos de personalidades. Ejecutó las estatuas que ornamentan la entrada al Teatro Municipal de Río de Janeiro, el Monumento a Carlos Gomes en Campinas, una estatua de Pedro I para el Museo Paulista de la Universidad de São Paulo y una estatua de Pedro Álvares Cabral.